# Дарко Чеферін
Дарко Чеферін (7 листопада 1968, Крань) — словенський футбольний арбітр. Арбітр ФІФА та УЄФА з 2000 по 2012 рік. Також обслуговував матчі Першої ліги.

## Кар'єра
23 червня 2001 року Чеферін дебютував у єврокубках під час матчу між «Глорією Бістриця» та «Джаз Порі» в першому раунді Кубка Інтертото УЄФА. Матч закінчився з рахунком 2–1, а арбітр двічі показав жовту та один раз червону картки.
Свій перший міжнародний матч на рівні збірних команд він провів 15 листопада 2000 року, коли Сан-Марино програло Латвії з рахунком 0–1 завдяки голу Олександра Єлісеєва. Під час цього матчу Чеферін показав дві жовті картки одному і тому ж гравцеві. Після закінчення сезону 2013/14 словенець завершив активну суддівську кар'єру.
18 вересня 2006 року обслуговував матч чемпіонату України «Чорноморець» — «Металург» (Донецьк) (2–0).

## Міжнародні матчі
| Дата              | Місце                       | Матч                          | Результат | Турнір                               | ЖК | YK · YK · RK | RK |
| ----------------- | --------------------------- | ----------------------------- | --------- | ------------------------------------ | -- | ------------ | -- |
| 15 листопада 2000 | Серравалле, Сан-Марино      | Сан-Марино — Латвія           | 0 — 1     | Чемпіонат світу 2002 (кваліфікація)  | 1  | 1            | 0  |
| 24 березня 2001   | Аліканте, Іспанія           | Іспанія — Ліхтенштейн         | 5 — 0     | Чемпіонат світу 2002 (кваліфікація)  | 3  | 0            | 0  |
| 25 квітня 2001    | Прага, Чехія                | Чехія — Бельгія               | 1 — 1     | товариський                          | 1  | 0            | 0  |
| 22 липня 2001     | Бихач, Боснія і Герцеговина | Боснія і Герцеговина — Іран   | 2 — 2     | товариський                          | 3  | 0            | 0  |
| 13 лютого 2002    | Рієка, Хорватія             | Хорватія — Болгарія           | 0 — 0     | товариський                          | 2  | 0            | 0  |
| 16 жовтня 2002    | Афіни, Греція               | Греція — Вірменія             | 2 — 0     | Чемпіонат Європи 2004 (кваліфікація) | 3  | 0            | 0  |
| 2 квітня 2003     | Трнава, Словаччина          | Словаччина — Ліхтенштейн      | 4 — 0     | Чемпіонат Європи 2004 (кваліфікація) | 7  | 0            | 0  |
| 6 вересня 2003    | Глазго, Шотландія           | Шотландія — Фарерські острови | 3 — 1     | Чемпіонат Європи 2004 (кваліфікація) | 3  | 0            | 0  |
| 28 квітня 2004    | Коїмбра, Португалія         | Португалія — Швеція           | 2 — 2     | товариський                          | 3  | 0            | 0  |
| 6 червня 2004     | Сен-Дені, Франція           | Франція — Україна             | 1 — 0     | Товариський матч                     | 3  | 0            | 0  |
| 17 листопада 2004 | Тбілісі, Грузія             | Грузія — Данія                | 2 — 2     | Чемпіонат світу 2006 (кваліфікація)  | 2  | 0            | 0  |
| 2 вересня 2006    | Рига, Латвія                | Латвія — Швеція               | 0 — 1     | Чемпіонат Європи 2008 (кваліфікація) | 4  | 0            | 0  |
| 24 березня 2007   | Таллінн, Естонія            | Естонія — Росія               | 0 — 2     | Чемпіонат Європи 2008 (кваліфікація) | 2  | 0            | 0  |
| 22 серпня 2007    | Осло, Норвегія              | Норвегія — Аргентина          | 2 — 1     | товариський                          | 3  | 0            | 0  |
| 24 травня 2008    | Рієка, Хорватія             | Хорватія — Молдова            | 1 — 0     | товариський                          | 3  | 0            | 0  |
| 27 травня 2008    | Кайзерслаутерн, Німеччина   | Німеччина — Білорусь          | 2 — 2     | товариський                          | 2  | 0            | 0  |
| 20 серпня 2008    | Лансі, Швейцарія            | Швейцарія — Кіпр              | 4 — 1     | товариський                          | 2  | 0            | 0  |
| 11 жовтня 2008    | Торсгавн, Фарерські острови | Фарерські острови — Австрія   | 1 — 1     | Чемпіонат світу 2010 (кваліфікація)  | 2  | 0            | 0  |
| 12 серпня 2009    | Київ, Україна               | Україна — Туреччина           | 0 — 3     | товариський                          | 4  | 0            | 0  |